# Нерсесьян, Павел Тигранович
Па́вел Тигра́нович Нерсесья́н (род. 26 августа 1964 год, Раменское, СССР) — советский и российский пианист, педагог, профессор Московской консерватории. Заслуженный артист России (2005).

## Биография
Павел Нерсесьян родился в 1964 году в г. Раменское, Московской области. В 1971—1982 гг. обучался в Центральной музыкальной школе (класс Ю. В. Левина). В возрасте 9 лет в г. Горьком дал первый публичный концерт, исполнив с оркестром Концерт фа-минор И. С. Баха. Окончив школу с золотой медалью, в 1982 г. поступил в Московскую консерваторию (класс профессора С. Л. Доренского). В 1989—1991 гг. обучался в ассистентуре-стажировке консерватории (руководитель — С. Л. Доренский).
«П. Нерсесьян — один из наиболее ярких и талантливых среди молодых пианистов. Он обладает замечательными музыкальными качествами, главное из которых — яркое, индивидуальное, своеобразное видение музыкальных образов. Виртуозность и проникновенность — вот основные качества его исполнения».

## Педагогическая деятельность
В 1987 году после окончания консерватории Павел Нерсесьян начал педагогическую работу в качестве ассистента С. Л. Доренского и концертмейстера в Детской музыкальной школе № 60 г. Москвы. В 1997 году стал доцентом, а позже профессором кафедры специального фортепиано Московской консерватории. С 2007 г. работает на кафедре специального фортепиано под руководством профессора С. Л. Доренского. В 2012 году П. Нерсесьян был приглашен в Бостонский университет в качестве профессора. На сегодняшний день активно ведёт педагогическую деятельность в двух городах — Бостоне и Москве.
Многие ученики П. Нерсесьяна стали лауреатами международных конкурсов: В. Корчинская-Коган, О. Тутова, С. Симонян, З. Чочиева, Е. Попкова, К. Магакян, А. Ворожцов и другие.

### Учебные курсы, мастер-классы
Павел Нерсесьян регулярно проводит мастер-классы в Летней школе Московской консерватории, в Дублине, Белграде, Марктобердорфе (Германия), Лос-Анджелесе и Манхэттенвилле (США), Токио, Салуццо (Италия), Рио-де-Жанейро, Таллине, Алматы, Перми, Курске, Севилье.

## Концертная деятельность
Павел Нерсесьян активно введет концертную деятельность в городах России, Великобритании (Лондон, Глазго, Эдинбург), США(Нью-Йорк), Франции (Париж, Канны), Австрии, Венгрии, Венесуэлы, Германии, Ирландии, Испании, Италии, Японии, странах бывшей Югославии. Успешно играл в залах Лондона, Парижа, Нью-Йорка, Будапешта, Белграда, Сеула, Эдинбурга, Глазго, Лейпцига, Вены, Токио, Осаки, Каракаса, Лос-Анджелеса, Мюнхена, Мадрида, Одорхею-Секуеск (венг. Székelyudvarhely, Секейудвархей) и других городов.
Павел Нерсесьян — один из самых интересных пианистов современности, он известен своей способностью играть убедительно и интересно в любой области фортепианного репертуара. Он получал премии в каждом конкурсе, в котором участвовал, включая конкурс им. Л. В. Бетховена в Вене в 1985 г., конкурс Паломы О`Ши в Сантандере (Испания) в 1987 г. и в Токио в 1989 г. После выступления Нерсесьяна на конкурсе в Токио рецензент журнала «Онгаку но томо» отмечал (декабрь 1989 г.): «Изо всех советских пианистов, участвовавших в конкурсе, он отличается совершенно особым стилем исполнения…» Он… свободный дух, освещающий сцену своим ярким темпераментом, индивидуальными красками и богатым воображением… Не заботясь о бесчисленных трелях и октавах (хотя они и безупречны), его обаяние гнездится в свободе сгущать внимание на любой возможной детали или образе" («Grammophone London», 1998, рецензия на диск).
Мировую известность Павлу Нерсесьяну принесла победа на престижном международном конкурсе в Дублине в 1991 году. «Его исполнение вызвало настоящий рев восторга у публики», — писала газета «The Irish Times» после того, как Нерсесьян получил I премию на конкурсе пианистов GPA в Дублине в 1991 г.
В 1999 году пианист представлял в Вене классическое искусство Москвы (большой концерт по программе культурных связей между мэриями городов); в 2004 г. принимал участие в фестивале «Декабрьские вечера» в Музее изобразительных искусств им. А. С. Пушкина в программе «Почти джаз»; в 2004—2007 гг участвовал в постановке балета Дж. Баланчина «Ballet Imperial» на музыку Второго фортепианного концерта П. И. Чайковского совместно с Пермским («Золотая маска» 2004 года) и Мариинским (выступления в Мариинском театре Санкт-Петербурга, Большом театре Москвы, Ковент-Гардене в Лондоне и зале Шатле в Париже) балетами; в 2007—2008 гг выступал в роли Пианиста в комическом балете Джерома Роббинса «The Concert» в постановке Пермского театра оперы и балеты имени П. И. Чайковского.

## Награды, звания
- Заслуженный артист Российской Федерации (2005 год)
- Лауреат международного конкурса в Дублине (1991)
- Лауреат международного конкурса в Токио (1989)
- Лауреат международного конкурса Паломы О’Ши (Сантандер, 1987)
- Лауреат международного конкурса им. Л. ван Бетховена (Вена, 1985)

## Дискография
П. Нерсесьяном записаны несколько компакт-дисков из произведений Ф. Шопена, Р.Шумана, П. И. Чайковского, Й. Брамса, А. Скрябина, Д. Шостаковича и других композиторов. Московская консерватория выпустила диск с записью «Крейслерианы» Р. Шумана и 24 прелюдий Ф. Шопена в исполнении П. Нерсесьяна .